# 聖露西亞 (亞利桑那州)
聖露西亞（英語：Santa Lucia）是位於美國亞利桑那州皮馬縣的一個非建制地區。該地的面積和人口皆未知。

## 地理
聖露西亞的座標為32°04′02″N 111°56′58″W / 32.06722°N 111.94944°W，而該地的平均海拔高度為751米（即2464英尺）。